# Daniele Baleinadogo

a Compétitions nationales et continentales officielles uniquement.

b Matchs officiels uniquement.
Dernière mise à jour le 14 juin 2025.
Daniele Baleinadogo, né le 3 avril 1978 à Suva (Fidji), est un joueur international fidjien de rugby à XV évoluant au poste de centre.
Sa fille, Makarita Baleinadogo, est également une joueuse de rugby à XV.

## Biographie
Daniele Baleinadogo connaît sa première cape internationale avec les Fidji le 25 mai 2001, à l'occasion d'un match contre l'équipe des Tonga.
Il joue son dernier match international le 26 mai 2007, à l'occasion d'un match contre l'équipe du Japon. 

## Carrière
- 1997-2002[réf. nécessaire] : Marist Rugby Club  Fidji
- 2002-2004[réf. nécessaire] : Toyota Shooki (Nagoya, Japan)
- 2004-2007[réf. nécessaire] : Mazda Rugby Club (Hiroshima, Japan)
- 2008-2011 : Stade aurillacois  France
- 2011-2013 : Stade montois  France
- 2013-2015 : Mâcon  France
- 2015-2019 : CS Annonay  France
- 2019-2022 : SO Annonay

## Statistiques en équipe nationale
- 10 sélections avec l'équipe des Fidji.
- Sélections par année : 6 en 2001, 2 en 2002 et 2 en 2007.